# بيتر باركر (عالم مارفل السينمائي)
بيتر بنجامين باركر هو بطل خارق يجسده توم هولاند في سلسلة أفلام عالم مارفل السينمائي (MCU)، استنادًا إلى الشخصية التي تحمل نفس الاسم من قصص مارفل المصورة - والمعروف أيضًا باسمه المستعار، سبايدرمان.  يُصوَّر باركر في البداية كطالب في مدرسة ميدتاون للعلوم والتكنولوجيا، اكتسب قدرات خارقة تُشبه قدرات العنكبوت بعد لدغة عنكبوت مُشع. استخدم باركر قواه في البداية لمكافحة الجريمة كحارس في كوينز، حيث يعيش مع عمته ماي.
يتواصل توني ستارك مع باركر، الذي يرشده ويجنده في النهاية في حرب المنتقمون الأهلية، مما أدخله في صراع قصير مع ستيف روجرز. من أجل الانضمام إلى المنتقمون، بدأ باركر التحقيق في الأنشطة الإجرامية غير المشروعة لـ أدريان تومز/فالتشر، الذي كان يحاول بيع أسلحته القائمة على تشيتوري في السوق السوداء، بمساعدة صديقه المقرب نيد ليدز فقط. انضم باركر أخيرًا إلى المنتقمين، وانضم إلىحراس المجرة لمواجهة ثانوس. بعد أن وقع ضحيةً لـالبليب وموت ستارك، اختير باركر خليفةً له، والتقى بـ كوينتين بيك/ميستيريو متعاونًا مع نيك فيوري، أثناء رحلة مدرسية في أوروبا لمواجهة هجوم من العناصر. ومع ذلك، بعد اكتشاف أكاذيبه، أوقع بيك باركر في جريمة قتل وكشف عن هويته للعالم وحتى أولئك الذين وقفوا إلى جانبه مثل نيد، إم جي، والعمة ماي، وهابي هوغان، مما دفع باركر إلى طلب مساعدة ستيفن سترينج لعكس هذا. تتسبب تعويذة سترينج في انقسام الكون المتعدد، مما يؤدي إلى ظهور إصدارات بديلة من سبايدر مان وأعدائهم. ولإصلاح الضرر، يلقي سترينج تعويذة تمحو إلى الأبد ليس فقط انتصار بيك على باركر، بل المعرفة المشتركة للعالم بشخصية باركر المدنية، بما في ذلك علاقاته مع أحبائه وأصدقائه وحلفاء الأبطال الخارقين الآخرين، على الرغم من أنه فقد عمته ماي بالفعل في الصراع.
نسخة هولاند من الشخصية هي خليفة شخصية بيتر باركر التي جسدها توبي ماغواير في ثلاثية سبايدرمان لسام رايمي (2002-2007) وبيتر باركر الذي جسده أندرو غارفيلد في  ثنائية الرجل العنكبوت المذهل لمارك ويب (2012–2014)، ، وكلاهما يعيدان تمثيل أدوارهما ويظهران إلى جانب هولاند في فيلم "سبايدرمان: لا عودة إلى الديار" (2021). حظي أداء هولاند لهذا الدور بإشادات إيجابية، وحققت نسخته من الشخصية نجاحًا باهرًا بين الجمهور والنقاد لدوره المساعد في فيلم "كابتن أمريكا: الحرب الأهلية"، قبل أن يصبح أحد أبرز شخصيات عالم مارفل السينمائي مع إصدار فيلم "سبايدرمان: العودة للوطن" وأجزاءه اللاحقة. وقد نال هولاند العديد من الجوائز لتجسيده الشخصية.
باركر هو شخصية محورية في عالم مارفل السينمائي، حيث ظهر في ستة أفلام اعتبارًا من 2025. من المقرر أن يعود هولاند كشخصية في المنتقمون: يوم القيامة وسبايدر-مان: يوم جديد تماما (كلاهما 2026) بالإضافة إلى المنتقمون: الحروب السرية (2027). تظهر نسخ باركر بديلة في مسلسلات الرسوم المتحركة على ديزني+ ماذا لو...? (2021–2024), سبايدرمان الجار الودود (2025–إلى الآن), و زومبي مارفل (2025)، بصوت هدسون تيمز.
1. ↑  Captain America: Civil War, Marvel Cinematic Universe (13) (بالإنجليزية والروسية), Composer: Henry Jackman. Screenwriter: Christopher Markus, Stephen McFeely. Director: Anthony Russo, Joe Russo, 6 May 2016, ASIN:B01D9EUNBY, QID:Q18407657{{استشهاد}}:  صيانة الاستشهاد: آخرون (link)